# Dove si va
Dove si va è un brano presentato dai Nomadi al Festival di Sanremo 2006, classificatosi al secondo posto nella classifica finale, dopo aver vinto nella categoria "Gruppi". Venne poi pubblicato come singolo.
La canzone è stata scritta da Cristian Cattini, Beppe Carletti, Danilo Sacco e Massimo Vecchi.
Nella serata di Sanremo dedicata agli ospiti, la canzone è stata cantata in duetto con Roberto Vecchioni.
Si possono trarre diverse interpretazioni dalla canzone, è la lettera di un padre al fronte a suo figlio, in cui si interroga sulle conseguenze dei suoi gesti. La canzone può anche essere interpretata anche come la dura lotta che un padre deve fare ogni giorno per riuscire ad avere una vita serena con se stesso e con la sua famiglia.
Il 26 febbraio 2012 al XX tributo ad Augusto a Novellara la canzone viene presentata in italiano e in greco, e in seguito incisa nell'album Οι άγγελοι ζουν ακόμα στη Μεσόγειο, in coppia con il cantante greco Lavrentis Machairitsas, con il titolo di Έξοδο βρες.

## Formazione
- Beppe Carletti: Tastiere
- Cico Falzone: Chitarra
- Daniele Campani: Batteria
- Danilo Sacco: Voce e chitarra
- Massimo Vecchi: Basso e Voce
- Sergio Reggioli: Percussioni e violino

## Tracce
- Dove si va   (3' 45")

## Classifiche
| Classifica (2006) | Posizione massima |
| ----------------- | ----------------- |
| Italia            | 23                |